# Anastasia Vdovenco
Anastasia Vdovenco (n. 20 aprilie 1994 în Chișinău) este o jucătoare profesionistă de tenis din Republica Moldova.
În cariera sa ea a câștigat două titluri ITF. Pe 9 decembrie 2013, Anastasia s-a clasat pe cea mai bună poziție a sa la simplu, 636.

## Finale ITF (2–3)

### Simplu (0–3)
| Legendă             |
| ------------------- |
| turnee de 100,000 $ |
| turnee de 75,000 $  |
| turnee de 50,000 $  |
| turnee de 25,000 $  |
| turnee de 15,000 $  |
| turnee de 10,000 $  |

| Finale după suprafață |
| --------------------- |
| Hard (0–0)            |
| Clay (0–3)            |
| Grass (0–0)           |
| Carpet (0–0)          |

| Clasare   | Nr. | Data             | Turneu          | Suprafață | Oponent            | Scor                         |
| --------- | --- | ---------------- | --------------- | --------- | ------------------ | ---------------------------- |
| Finalistă | 1.  | 24 June 2013     | Balș, România   | Clay      | Laura-Ioana Andrei | 7–6(7–3), 6–7(4–7), 6–7(3–7) |
| Finalistă | 2.  | 7 October 2013   | Antalya, Turcia | Clay      | Marie Benoît       | 1–6, 1–6                     |
| Finalistă | 3.  | 25 November 2013 | Antalya, Turcia | Clay      | Alyona Sotnikova   | 0–6, 6–7(2–7)                |

### Dublu (2–0)
| Legendă             |
| ------------------- |
| turnee de 100,000 $ |
| turnee de 75,000 $  |
| turnee de 50,000 $  |
| turnee de 25,000 $  |
| turnee de 15,000 $  |
| turnee de 10,000 $  |

| Finale după suprafață |
| --------------------- |
| Hard (0–0)            |
| Clay (2–0)            |
| Grass (0–0)           |
| Carpet (0–0)          |

| Clasare      | Nr. | Data             | Turneu          | Suprafață | Partener        | Adversare                        | Scor             |
| ------------ | --- | ---------------- | --------------- | --------- | --------------- | -------------------------------- | ---------------- |
| Câștigătoare | 1.  | 11 November 2013 | Antalya, Turkey | Clay      | Lina Gjorcheska | Diana Buzean Raluca Elena Platon | 6–3, 6–2         |
| Câștigătoare | 2.  | 18 November 2013 | Antalya, Turkey | Clay      | Lina Gjorcheska | Bianca Hîncu Kyoka Okamura       | 6–1, 2–6, [10–7] |

## Participări la Fed Cup

### Simplu
| Ediția                                    | Stadia | Data        | Locația           | Contra  | Suprafață | Adversar       | W/L | Scor          |
| ----------------------------------------- | ------ | ----------- | ----------------- | ------- | --------- | -------------- | --- | ------------- |
| 2013 Fed Cup Europe/Africa Zone Group III | R/R    | 8 May 2013  | Chișinău, Moldova | Kenya   | Clay      | Caroline Oduor | W   | 6–1, 6–4      |
| 2013 Fed Cup Europe/Africa Zone Group III | R/R    | 10 May 2013 | Chișinău, Moldova | Ireland | Clay      | Sinéad Lohan   | L   | 3–6, 4–6      |
| 2013 Fed Cup Europe/Africa Zone Group III | P/O    | 11 May 2013 | Chișinău, Moldova | Egypt   | Clay      | Magy Aziz      | L   | 7–5, 5–7, 2–6 |

### Dublu
| Ediția                                    | Stadia | Data        | Locația           | Contra  | Suprafață | Partener         | Adversar                     | W/L | Scor          |
| ----------------------------------------- | ------ | ----------- | ----------------- | ------- | --------- | ---------------- | ---------------------------- | --- | ------------- |
| 2013 Fed Cup Europe/Africa Zone Group III | R/R    | 10 May 2013 | Chișinău, Moldova | Ireland | Clay      | Gabriela Porubin | Jenny Claffey Rachael Dillon | W   | 0–6, 6–2, 6–2 |